# Virginia Kirchberger

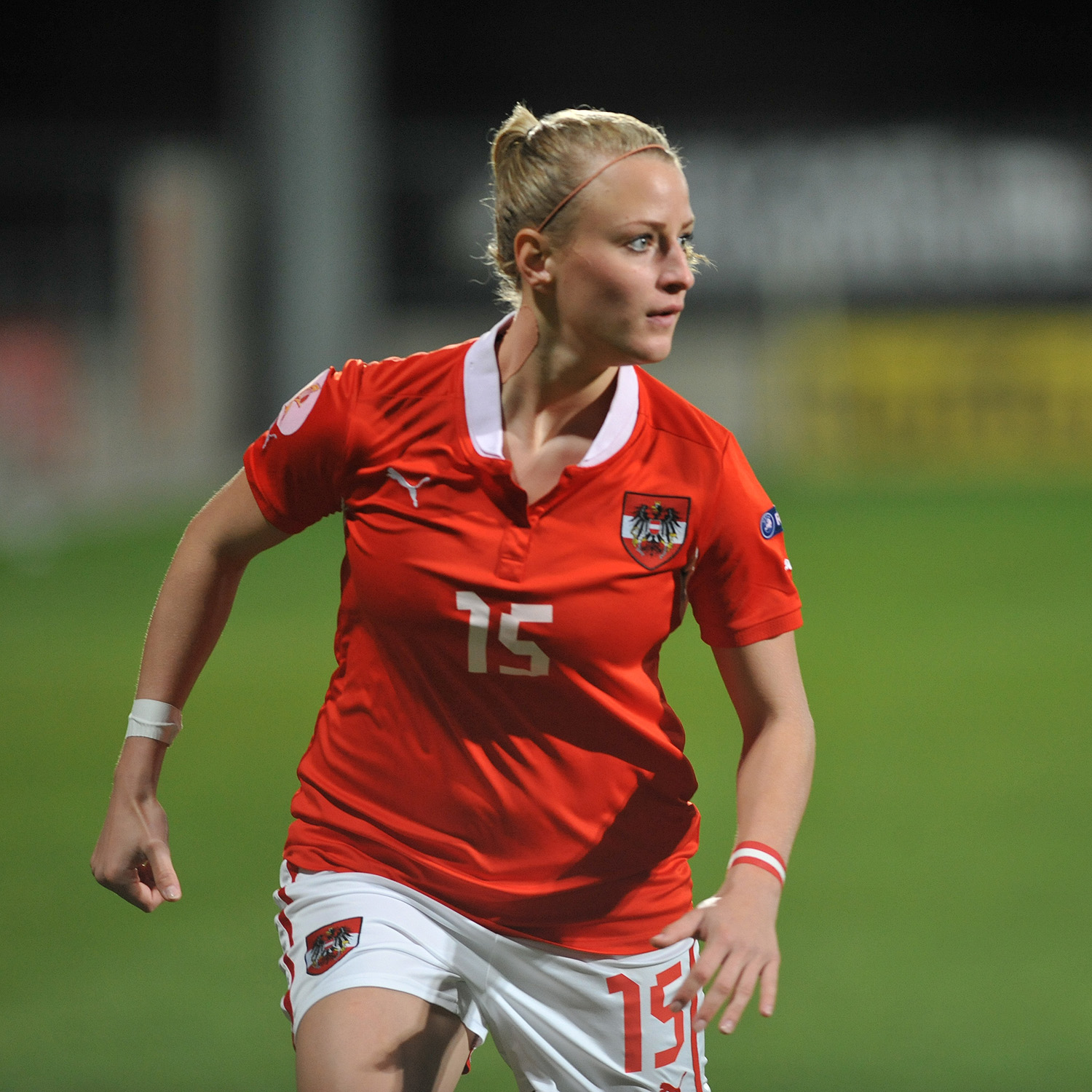
Virginia Kirchberger

Virginia Kirchberger, född den 25 maj 1993 i Wien, är en österrikisk fotbollsspelare (försvarare) som spelar för klubben MSV Duisburg i den tyska högstaligan.
Kirchberger var en del av det österrikiska landslag som debuterade i EM-sammanhang genom sin medverkan i 2017 års turnering i Nederländerna. Hon fick speltid i samtliga tre gruppspelsmatcher, mot Schweiz, Frankrike och Island samt i kvartsfinalen mot Spanien och i semifinalen mot Danmark där Österrike slogs ut efter straffläggning.